# Пойнт-Плезант (Нью-Джерси)
Пойнт-Плезант (англ. Point Pleasant) — боро в округе Ошен, штат Нью-Джерси, США. В 2010 году в боро проживало 18 392 человек.

## Географическое положение
Населённый пункт ограничен с севера рекой Манаскуан, с востока — боро Пойнт-Плезант-Бич и Бэй-Хед, с юга — Бивер-Дам-Крик и с запада — тауншипом Брик. По данным Бюро переписи населения США Пойнт-Плезант имеет площадь 10,790 квадратных километров (9,035 км² суши).

## История
В XVI веке в окрестностях будущего поселения находилось место церемониальной встречи индейцев ленапе. Около 1665 года в местности появились первые английские поселенцы. В 1850 году округ Ошен отделился от округа Монмут, был создан тауншип Брик, в который входил Пойнт-Плезант. Боро отделилось от тауншипа в 1920 году. В 1924 году через боро был проведён канал Манаскан-Ривер — Бей-Хэд. В 1964 году канал был переименован в Пойнт-Плезант.

## Население
По данным переписи 2010 года население Пойнт-Плезанта составляло 18 392 человека (из них 48,5 % мужчин и 51,5 % женщин), в боро было 7273 домашних хозяйств и 4979 семьи. Расовый состав: белые — 96,1 %, афроамериканцы — 0,4 % и представители двух и более рас — 1,0 %.
Население города по возрастному диапазону по данным переписи 2010 года распределилось следующим образом: 22,1 % — жители младше 18 лет, 3,2 % — между 18 и 21 годами, 60,3 % — от 21 до 65 лет и 14,4 % — в возрасте 65 лет и старше. Средний возраст населения — 43,0 года. На каждые 100 женщин в Пойнт-Плезанте приходилось 94,2 мужчин, при этом на 100 совершеннолетних женщин приходилось уже 92,3 мужчин сопоставимого возраста.
Из 7273 домашних хозяйств 68,5 % представляли собой семьи: 52,5 % совместно проживающих супружеских пар (22,6 % с детьми младше 18 лет); 11,6 % — женщины, проживающие без мужей и 4,4 % — мужчины, проживающие без жён. 31,5 % не имели семьи. В среднем домашнее хозяйство ведут 2,52 человека, а средний размер семьи — 3,03 человека. В одиночестве проживали 25,8 % населения, 9,9 % составляли одинокие пожилые люди (старше 65 лет).

## Экономика
В 2015 году из 15 089 человек старше 16 лет имели работу 9840. При этом мужчины имели медианный доход в 77 206 долларов США в год против 57 354 долларов среднегодового дохода у женщин. В 2014 году медианный доход на семью оценивался в 109 034 $, на домашнее хозяйство — в 89 779 $. Доход на душу населения — 40 930 $ в год. 4,7 % от всего числа семей в Пойнт-Плезанте и 6,9 % от всей численности населения находилось на момент переписи за чертой бедности.